# 鹿島ばやし
鹿島ばやし（かしまばやし）は、宮城県石巻市河南町の伝統芸能。五穀豊穣と平和を願って伝承活動を行っている。
現在は石巻市立広渕小学校にて、6年生が5年生に教える形で伝承活動を行っている。

お囃子の譜面がないため、マンツーマンで伝承活動が行われている。

## 主な楽器
- 締太鼓 - 小さい太鼓で台の上に太鼓を乗せて演奏する。
- 大太鼓
- 笛 - 4月の河南鹿島ばやし山車祭りで歩きながら笛を吹く。

## 関係する活動
- 河南鹿島ばやし山車祭り - 毎年4月の早朝に山車を出し街の中を歩いて演奏を行う。途中でお祭り広場に止まり、石巻市立河南西中学校の吹奏楽部の演奏やイベントが行われる。江戸時代からの伝統芸能で、石巻市の無形民俗文化財に指定されている[1]。
- 前夜祭 - 山車祭りの前日に行われる。山車に乗り演奏を行う。（ただし前夜祭では山車を出さない。）
- 河南鹿島ばやし伝承式 - 毎年2月13日ぐらいに行われる、6年生から5年生への伝承式。6年生の演奏はこれが最後となり、中学生になると次の6年生に河南鹿島ばやし山車祭りの練習として教える。
- 1970年から1980年まで鹿島囃子の活動が停止しており、地元の祭りが無かった時代があった。

## 過去の主な演奏
- SPS認定式 - SPS（セーフティープロモーションスクール）認定式で演奏。
- 仙石線開通90周年 - JR東日本仙石線の開通90周年式典で、オープニングセレモニーとミステリー列車発車の際に演奏。

## 演奏曲
- 打ちばやし - 神を迎えるための曲。掛け声は「そーれ」という。
- 松島 - 行進中の休憩の際に奏でる曲。掛け声はなし。一部送りばやしに似ている。
- 豊年 - 行進中に演奏する曲。掛け声は「やーれやーれサッサー」後半に「そーれ」という。
- 送りばやし - 神を送るための曲。終盤によく演奏される。掛け声はないが1ターンごとに速度が速くなる。